# Napad na Doneck (13. junij 2022)
Napad na Doneck 13. junija 2022 je bil artilerijski napad na tržnico v središču Donecka v de facto separatistični Donecki ljudski republiki v Ukrajini (delno priznana kot del Ruske federacije). V napadu na Majsko tržnico je umrlo 5 ljudi, vključno z otrokom, vsaj 22 pa je bilo ranjenih in začel se je požar. Po poročanju Doneške tiskovne agencije so bile uporabljene granate kalibra 155 mm (NATO standard).
Doneška ljudska republika je za napad obtožila Ukrajino. Ukrajina se na obtožbe ni odzvala. Doneške oblasti so sporočile, da je napad sledil dolgotrajnemu obstreljevanju mesta, ki ga izvaja ukrajinska vojska, v katerem je bila zadeta tudi bolnišnica.